# Carnuntum (Weinbaugebiet)

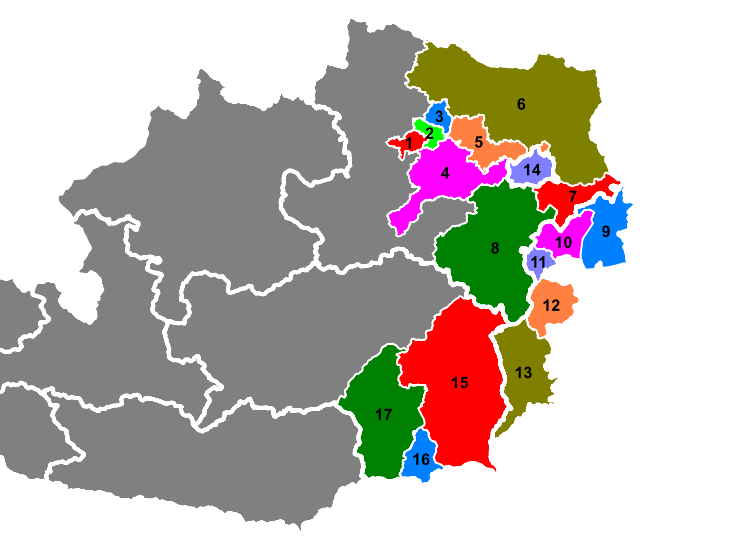
Weinbaugebiete in Österreich. Nr. 7 = Carnuntum

Carnuntum ist ein Weinbaugebiet in Niederösterreich, das sich östlich von Wien bis hin zur slowakischen Grenze erstreckt und 906 Hektar Anbaufläche umfasst. Von seiner geografischen Ausdehnung ist es mit dem Bezirk Bruck an der Leitha deckungsgleich.
Entlang der Donau bauen dort rund 146 Betriebe Rot- und Weißweinsorten an. Bis Ende der 2000er Jahre war es noch mit dem Weinbaugebiet Wagram zusammengefasst. Der Name Carnuntum bezieht sich auf das römische Legionslager Carnuntum und auf die römische Zivilstadt gleichen Namens.

## Geographie und Klima
Die Weinberge erstrecken sich südlich der Donau über das Leithagebirge, das Arbesthaler Hügelland und die Hainburger Berge. Der Einfluss des pannonischen Klimas mit seinen heißen Sommern und kalten Wintern, der Donau und auch des temperaturausgleichenden Neusiedler Sees lassen die Trauben gut ausreifen. Der Fluss bildet einen Puffer zwischen den Extremen der jeweiligen Klimata. Bei kühlem Wetter dient er als Wärmespeicher, bei sommerlicher Hitze spendet er Kühle. Im Anbaugebiet um die Donau gibt es für die Landwirtschaft günstige Löss-, Kalk- und Silikatböden, sowie Lehm- und Sandböden.

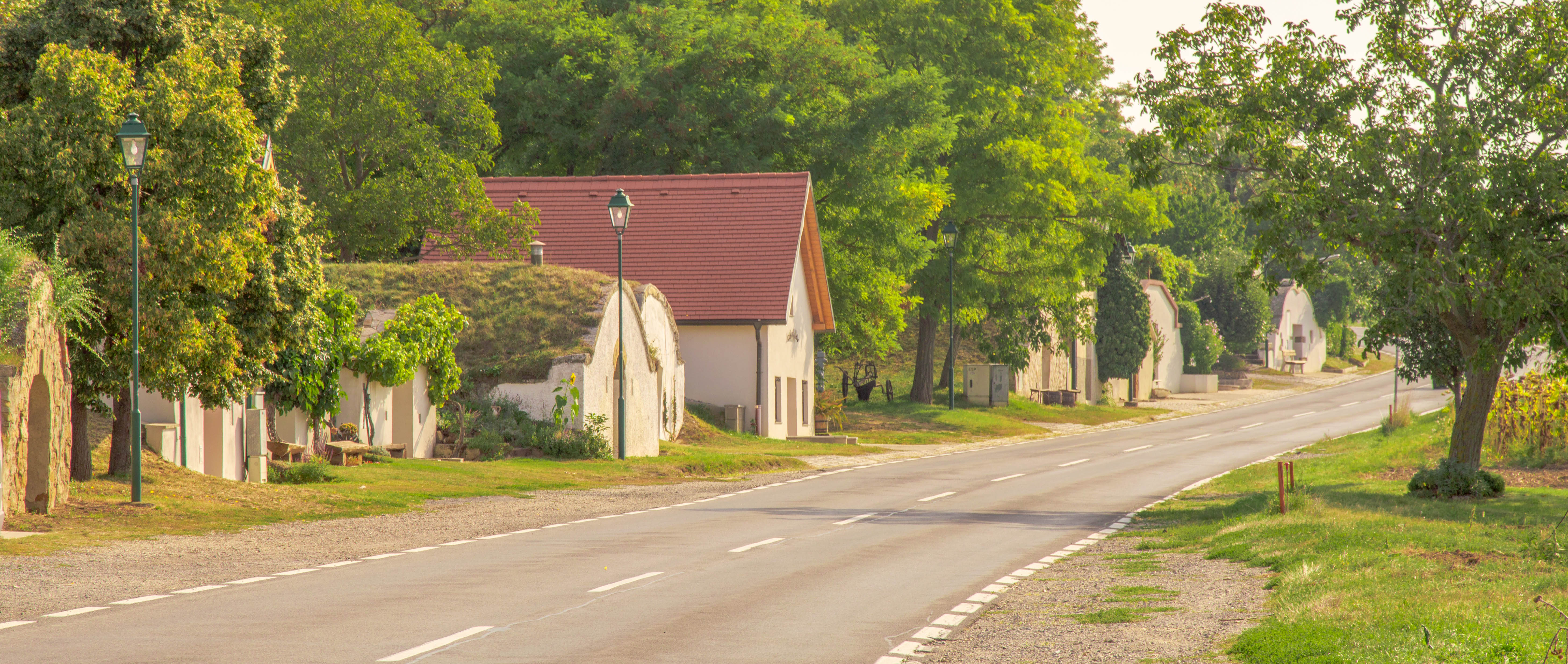
Kellergasse in Prellenkirchen

## Rebsorten
In Carnuntum werden Rebsorten angebaut, die sich für liebliche Weißweine eignen. Rotweine, wie Pinot Noir oder Cabernet Sauvignon, die deutlich mehr Wärme und Sonne brauchen, werden ebenfalls hier kultiviert. Am weitesten verbreitet sind die Sorten Zweigelt, Blaufränkisch, Weißburgunder, Chardonnay und Grüner Veltliner.

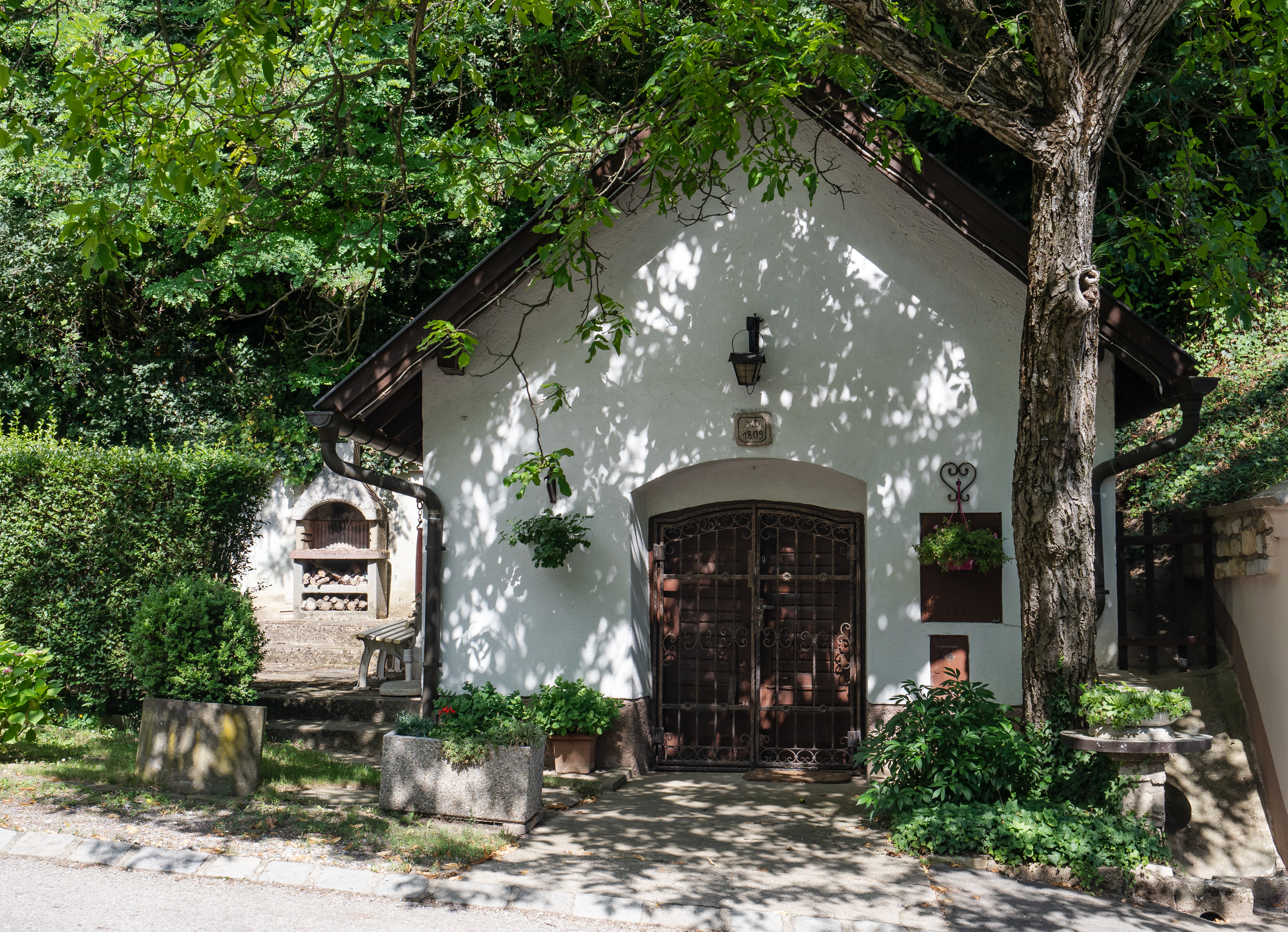
Kellergasse Viehtrift in Stixneusiedl